# 小林恒一
小林 恒一（こばやし こういち、1888年（明治21年）8月21日 - 1950年（昭和25年）5月9日）は、日本の陸軍軍人。最終階級は陸軍中将。

## 経歴
茨城県出身。1910年（明治43年）5月、陸軍士官学校（22期）を卒業。同年12月、歩兵少尉に任官し歩兵第10連隊付となる。1922年（大正11年）11月、陸軍大学校（34期）を卒業した。
1922年12月、歩兵第10連隊中隊長に就任。1923年（大正12年）12月、第10師団司令部付となり、同師団参謀に異動し、1926年（大正15年）3月、歩兵少佐に昇進。1927年（昭和2年）4月、第14師団参謀に転じ、歩兵第36連隊大隊長、第9師団司令部付を歴任。1930年（昭和5年）8月、歩兵中佐に進級。1932年（昭和7年）2月、留守第9師団司令部付となり、第9師団参謀を経て、1935年（昭和10年）8月、歩兵大佐に昇進し広島連隊区司令官となった。
1937年（昭和12年）8月、歩兵第78連隊長となり、1938年（昭和13年）7月、陸軍少将に進級し第23師団歩兵団司令官に就任。1939年（昭和14年）5月、第23歩兵団長となりノモンハン事件に参戦。重傷を受け、1939年8月、第6軍司令部付となった。1940年（昭和15年）8月、東部軍司令部付に転じ、同年12月、東京湾要塞司令官に着任。1941年（昭和16年）3月、陸軍中将に進み太平洋戦争を迎えた。1943年（昭和18年）6月、待命、翌月予備役に編入され、満州国高等軍事学校長に就任。戦後、シベリア抑留となり、1950年5月、シベリアで戦病死した。

## 栄典
- 1911年（明治44年）3月10日 - 正八位[5]